# Chinese Rock
«Chinese Rock» es una canción del legendario grupo de Punk Rock Ramones incluida en su disco End of the Century lanzado en 1980 y escrita por Dee Dee Ramone y Richard Hell.

## Créditos
- Joey Ramone - Voz

- Johnny Ramone - Guitarra

- Dee Dee Ramone - Bajo

- Marky Ramone - Batería

El título de la canción hace referencia a una forma muy adictiva de la heroína, droga a la cual Dee Dee y Hell eran adictos. Además, describe el circuito de distribución de la misma en New York.